# Junonia calybe
Junonia calybe är en fjärilsart som beskrevs av Jean Baptiste Godart 1819. Junonia calybe ingår i släktet Junonia och familjen praktfjärilar. Inga underarter finns listade i Catalogue of Life.